# Cymbula
Cymbula is een geslacht van weekdieren uit de klasse Gastropoda (slakken).

## Soorten
- Cymbula adansonii (Dunker, 1853)
- Cymbula canescens (Gmelin, 1791)
- Cymbula compressa (Linnaeus, 1758)
- Cymbula depsta (Reeve, 1855)
- Cymbula granatina (Linnaeus, 1758)
- Cymbula miniata (Born, 1778)
- Cymbula oculus (Born, 1778)
- Cymbula safiana (Lamarck, 1819)
- Cymbula sanguinans (Reeve, 1854)